# Armoriale delle famiglie italiane (Sq-Sy)
Questo è l'armoriale delle famiglie italiane il cui cognome inizia con le lettere che vanno da Sq a Sy.

## Armi

### Sq
| Stemma | Casato e blasonatura |
| ------ | --- |
|        | Squadrini (Firenze) Di… al monte di sei cime di…, e alla banda attraversante di…, caricata di tre squadre di… (citato in (19)) |
|        | Squarceta (Verona) Di rosso, all'aquila partita di nero e d'oro, coronata del secondo. (citato in (39)) |
|        | Squarcetti (Verona) Inquartato di rosso e d'argento, all'aquila inquartata d'oro sul rosso, e di nero sull'argento. (citato in (39)) |
|        | Squarci (Siena) D'azzurro, alla clava nodosa posta in banda d'oro, accompagnata da tre stelle a sei (o otto) punte dello stesso, due in capo e una in punta (citato in (19)) |
|        | Squarciafichi di rosso, alla croce potenziata, semipotenziata, e ripotenziata d'oro in quattro luoghi, alla estremità di mezzo più alta dalla parte sinistra, al braccio dritto della parte destra, e al piede da due lati (citato in (5) – p. 154) |
|        | Squarciafichi (Vigone) Di nero, al leone d'argento, sormontato da tre stelle del secondo, ordinate in fascia (citato in (23)) |
|        | Squarcialupi (Siena) D'azzurro, a due delfini guizzanti in palo addossati d'oro (citato in (19)) |
|        | Squarcialupi (Firenze) Di rosso, a sei palle d'argento, 3.2.1, e al capo d'oro caricato di un lupo passante d'azzurro (citato in (19)) (DE) Unter 1 goldenen Schildhaupt, darin 1 schreitender blauer Wolf, in Rot 6 silberne Scheiben, 3:2:1 gestellt (citato in KHIF) alias Di rosso, a sei palle d'argento, 3.2.1, e al capo d'oro caricato di un lupo passante di nero (citato in (19)) alias Di rosso, a tre palle, 2.1, e al capo d'oro caricato di un lupo passante d'azzurro (citato in (19)) alias Di rosso, a tre palle, 2.1, e al capo d'oro caricato di un lupo passante di nero (citato in (19))     |
|        | Squarciasacchi (Firenze) Inquartato di rosso e d'argento (citato in (19)) |
|        | Squarzi (Vicenza) Partito d'oro e d'azzurro, a sei gigli ordinati in due pali dell'uno nell'altro. (citato in (39)) |
|        | Squarzoni (Ferrara, Bologna) figura di Ercole appoggiato sulla schiena di un leone passante testa rivolta in atto di spaccargli la mascella tutto al naturale su terrazzo di verde uscente dalla punta su azzurro sormontati da - un nastro (lista) di argento caricato del motto "DE FORTI DULCEDO" in lettere maiuscole di nero - sole raggiante di oro uscente dal canton sinistro del capo su azzurro (citato in LEOM) |
|        | Squiglio o Lo Squiglio (Sicilia) Titolo: barone di Valleldolmo, Landre, Reccarciofolo di rosso, al cavallo vivace, impennato è rivoltato d'argento (citato in Mango e in (28)) Notizie storiche in Famiglie nobili di Sicilia. |
|        | Squillace o Schillaci (Sicilia) d'azzurro, all'anguilla d'argento, nuotante nel mare dello stesso, fluttuoso di nero, movente dalla punta, sormontata nel capo da una stella d'oro (citato in Mango) |
|        | Squitti (Calabria) (la blasonatura non è stata ancora caricata) (citato in DAlena) |
|        | Squitti (Napoli) Titolo: barone di Palermiti e Guarna di rosso alla croce d'oro piena di nero accantonata nel 1° e 4° punto da una colomba ferma sopra un monticello e tenente nel becco un ramoscello di ulivo il tutto d'oro; nel 2° e 3° di una croce trifogliata accantonata da quattro stelle d'oro (citato in (24)) croce di nero bordata di oro su rosso accantonata - nel 1° e 4° quarto da una colomba della pace ferma su un monte uscente dalla partizione tutto di oro - nel 2° e 3° quarto da una croce ridotta trifogliata accantonata da 4 stelle (5 raggi) tutto di oro su rosso (citato in LEOM) |

### Sta
| Stemma | Casato e blasonatura |
| ------ | --- |
|        | Stabile (Calatafimi, Palermo, Trapani) Titolo: baroni di nero, al leone d'oro rampante ad una colonna d'argento (citato in (24), in Mango e in (28)) Notizie storiche in Famiglie nobili di Sicilia. |
|        | Stacchini (Pontedera, Pisa) D'argento, a tre pali di rosso; e sul tutto allo scudetto fasciato di rosso e d'argento, al capo di Francia (citato in (19)) |
|        | Staccoli Castracane degli Antelminelli (Pesaro, Pola (Istria)) 3 stelle (6 raggi) di oro su banda di azzurro su argento - cane rampante di argento collarinato di rosso su troncato di azzurro e di argento (citato in LEOM) |
|        | Staccoli Castracane degli Antelminelli (Pesaro, Pola (Istria)) 3 stelle (6 raggi) di oro su banda di azzurro su argento - cane rampante di argento collarinato di rosso su azzurro (citato in LEOM) |
|        | Staffetti (Massa, Genova) Titolo: Nobili di Massa di verde alla cicogna al naturale tenente nel becco un ramo fiorito di origano dello stesso, e colla zampa destra alzata una staffa d'oro, il tutto attraversante su una sbarra in divisa e scorciata, losangata d'argento e d'azzurro, tagliata d'uno e spaccata di nove (citato in (2) – pag. 135 e in DAlena) Di verde, alla sbarra scorciata, scaccata di due file d'argento e d'azzurro, e alla cicogna attraversante d'argento, tenente con il becco un rametto al naturale fiorito dello stesso, e con la zampa destra alzata una staffa d'oro (citato in (19)) cicogna al naturale tenente nel becco un ramo fiorito di biancospino e nella destra una staffa di oro traversante - una sbarra scorciata e scaccata di argento e di azzurro tutto su verde (citato in LEOM) |
|        | Staglieno o Stageno (Genova) Titolo: marchesi di Mombaruzzo D'azzurro, al leone d'oro (citato in (23)) leone rampante di oro su azzurro (citato in LEOM) |
|        | Staglieno (Genova) leone rampante coronato di oro su azzurro (citato in LEOM) |
|        | Stagnesi (Firenze) D'azzurro, alla fiasca d'argento, legata di rosso alias D'azzurro, a sei filetti in banda d'oro, e alla fiasca attraversante d'argento, legata di rosso (citato in (19)) |
|        | Stagnesi (Toscana) (DE) In Blau 6 goldene Schrägleisten, überdeckt von 1 silbernen Kanne mit Deckel und Henkel (citato in KHIF) |
|        | Stagni (Cesena) (la blasonatura non è stata ancora caricata) (citato in BLCW) Immagine in Blasone Cesenate. |
|        | Stagno (Messina) Titolo: principe di Alcontres, Montesalso, Alcontres, Palizzi; marchese di Roccalumera, Soreto; conte di Casandola; barone della Floresta, delle Saline di Castrogiovanni e dei Terraggi di Licata, nobile dei principi d'oro a cinque fasce ondate d'azzurro (citato in (24) e in Mango) d'oro, a cinque fasce diminuite e ondate d'azzurro (citato in (28)) 5 fasce ondate di azzurro su oro (citato in LEOM) alias di rosso, con tre bande di argento (citato in (28)) Corona da principe Notizie storiche in Famiglie nobili di Sicilia. Ulteriori notizie storiche in Famiglie nobili di Sicilia. |
|        | Stahly (Napoli) croce latina accompagnata in basso da - 2 stelle (6 raggi) tutto di argento su triangolo equilatero di azzurro punta in alto su rosso (citato in LEOM) |
|        | Staibano (Foggia) (la blasonatura non è stata ancora caricata) (citato in DAlena) |
|        | Staibano (Scala) D'azzurro, alla fascia d'argento caricata di tre rose di rosso, accompagnata da quattro stelle d'argento tre in capo ed una in punta alias D'argento, alla fascia d'azzurro caricata di tre stelle d'oro, accompagnata da tre rose di rosso, due nel capo ed una in punta (citato in DAlena) |
|        | Staineri (Udine) lettera S maiuscola accompagnata agli estremi da 2 stelle (6 raggi) tutto di nero sull'argento dell'argento calzato stondato di nero (citato in LEOM) |
|        | Stainero (Verona) banda di oro su - monte appuntito di verde uscente dalla punta su azzurro (citato in LEOM) |
|        | Staiti e Staiti di Cuddia (Messina, Trapani, Taormina) Titolo: baroni di rosso, al leone coronato d'oro (citato in (24) e in Mango) |
|        | Staiti (Sicilia) Titolo: barone di Fiumedinisi, Isnardo, Chiusa Grande d'oro, con un leone di rosso (citato in (28)) Corona di barone Notizie storiche in Famiglie nobili di Sicilia. |
|        | Stambazzi (Cesena) (la blasonatura non è stata ancora caricata) (citato in BLCW) Immagine in Blasone Cesenate. |
|        | Stampa (Milano) Titolo: conti di Montecastello; consignori di Quattordio Troncato di nero e d'argento, al castello merlato alla guelfa, d'oro, attraversante la partizione, aperto e finestrato dei colori del campo, con il capo d'oro, carico di un'aquila di nero, linguata di rosso, coronata del campo alias Inquartato, al 1° e 4° d'oro, all'aquila di nero, coronata del campo, al 2° e 3° partito di nero e d'argento, al mastio merlato di due pezzi, dall'uno all'altro e dell'uno nell'altro Motto: Specimen virtutis avitae (citato in (23)) |
|        | Stampa (Roma, Lombardia) castello accostato da 2 torri merlato alla guelfa di oro aperto e finestrato di nero cimato da - aquila coronata di oro tutto su azzurro (citato in LEOM) |
|        | Stampa di Soncino (Milano) Inquartato: nel 1° e nel 4°, d'oro, all'aquila di nero, coronata del campo; nel 2° e 3°, partito: di nero e d'argento, al castello d'oro, attraversante, torricellato di due, aperto del campo e finestrato di nero. Sul tutto: d'azzurro, a un albero di verde, al piede del quale sta seduto un cane d'argento collarinato, al braccio vestito di rosso e movente dal fianco sinistro, la mano di carnagione afferrante una estremità di una corda attorcigliata al tronco e legata all'altra estremità al collare, il tutto sostenuto da una pianura di verde. |
|        | Stampis (la blasonatura non è stata ancora caricata) (citato in DAlena) |
|        | Stancapiano o Stancaplano (Sicilia) d'azzurro, al leone d'oro tenente colle zampe una mazza dello stesso, accompagnato nel canton destro della punta da un monte di tre cime d'oro, sormontato da un gallo dello stesso, crestato di rosso (citato in Mango e in (28)) Notizie storiche in Famiglie nobili di Sicilia. |
|        | Stanchina (Livo, Brescia) croce patente scorciata di rosso posta nel senso della banda su banda di oro su azzurro (citato in LEOM) |
|        | Stanga (Cremona) Titolo: consignori di Cellarengo D'argento, al capo d'oro, con il leone al naturale dell'uno nell'altro alias Di rosso, al leone d'oro (citato in (23)) |
|        | Stanga (Milano, Cremona, Tonco) Titolo: conti di Castelnuovo Bocca d'Adda Palato d'oro e di nero (citato in (23)) palato di oro e di nero (citato in LEOM) palato d'oro e di nero (citato in BLCR) Immagine in Blasonario Cremonese (archiviato dall'url originale il 6 marzo 2017). Motto: Non itur ad astra delitiis |
|        | Stanga (Molfetta) d'argento, alla sirena al naturale, nascente da un mare pure al naturale Motto: Fortitudo fatalis (citato in ) |
|        | Stanga o Stanga Trecco (Milano, Crotta d'Adda) scudetto palato di oro e di nero su - filetto in croce di oro su rosso accantonato da - nel 1° e 4° leone passante di oro - e nel 2° e 3° 2 staffili divergenti alla tedesca attraversanti 2 nastri (liste) di argento caricati del motto "FATALIS FORTITUDO" in lettere maiuscole di nero e accompagnati da 2 soli raggianti di oro posti uno in alto a sinistra e uno in alto alla destra degli staffili - falcone di argento coronato di oro caricato di 3 fasce di azzurro su rosso in capo - trangla ridotta a filetto di oro (citato in LEOM) |
|        | Stanghetta (Firenze) D'argento, alla punta rovescia di rosso, e a tre stelle a otto punte, 1.2, dell'uno nell'altro alias D'argento, a due stelle a otto punte di rosso e alla punta rovescia dello stesso caricata di una stella a otto punte del campo (citato in (19)) |
|        | Staoli o Stavoli (Cremona) di rosso, alla croce arrotondata d'argento (citato in BLCR) Immagine in Blasonario Cremonese (archiviato dall'url originale il 6 marzo 2017). |
|        | Starrabba (Piazza Armerina, Palermo, Roma) Titolo: nobile dei principi di Giardinelli; barone della Gatta, Saccolicci, Scibini, Bimissa, S. Gennaro, Ralbiato; principe di Giardinelli d'azzurro, alla sfera armillare d'oro (citato in Mango e in (28)) d'azzurro, col mondo d'oro (citato in (28)) sfera armillare di oro su azzurro (citato in LEOM) Corona e mantello di principe Notizie storiche in Famiglie nobili di Sicilia. Ulteriori notizie storiche in Famiglie nobili di Sicilia. |
|        | Stasi o Stasio (Mondovì) D'oro, alla banda di rosso, con il capo del primo, cucito, carico di un'aquila di nero Motto: Virtuti comes (citato in (23)) |
|        | Statella (Siracusa, Napoli) Titolo: principe di Sabuci, Cassaro, Villadorata; marchese di Spaccaforno; conte di Statella; barone di Bambina, Casalotto e Sant'Andrea, Mongiolino, Monastero, Spaccaforno, S. Cataldo, Fusca, Casalvecchio, Servi, Sposa, Pietrarossa, Colle Soprana e Sottana, Callura, Cannata, Tamburello, Li Cogni, Graffolongo, S. Basilio, Marine della Morza, S. Maria del Focallo inquartato nel 1° e nel 4° d'oro all'alabarda d'argento col manico di nero, nel 2° e 3° di rosso al castello d'oro (citato in (24), in Mango e in (28)) alabarda di argento manicata di nero posta in palo su oro - castello a 2 torri di oro su rosso (citato in LEOM) alias inquartato nel 1° e 4° di rosso alla torre d'oro, nel 2° e 3° all'alabarda d'argento col manico al naturale (citato in (24)) torre di oro finestrata di nero su rosso aperta del campo - alabarda al naturale posta in palo su oro (citato in LEOM) alias inquartato: nel 1° e 4° d'oro, al castello al naturale; nel 2° e 3° di rosso, all'alabarda d'argento, manicata di nero (citato in Mango e in (28)) inquartato, nel 1° e 4° di rosso alla torre d'oro; nel 2° e 3° d'oro all'alabarda d'argento astata di nero (citato in (26)) Corona e mantello di principe Notizie storiche in Famiglie nobili di Sicilia. Ulteriori notizie storiche in Famiglie nobili di Sicilia. Altre notizie storiche in Nobili napoletani. |
|        | Stati (Roma) (la blasonatura non è stata ancora caricata) (Immagine nell' Archivio Storico Capitolino (PDF) (archiviato dall'url originale il 5 marzo 2016).) |
|        | Stazzone (Troina, Palermo) Titolo: marchese di Bonfornello partito: 1° d'azzurro alla sbarra di rosso accompagnata da tre stelle d'oro; nel 2° di rosso alla banda d'azzurro sostenente un leone coronato d'oro, accompagnato in punta da due stelle dello stesso (citato in (24)) scaglione partito di rosso e di azzurro su partito di azzurro e di rosso - 3 stelle (5 raggi) di oro poste 2,1 sull'azzurro - leone passante in banda coronato di oro in alto sul rosso - 2 stelle (5 raggi) di oro poste in fascia in basso sul rosso (citato in LEOM) alias partito: nel primo di ... a tre rose (?) due e una, che sormontano un giglio di ...; nel secondo di ... alla fascia di ... accompagnata da tre stelle [8] due e una di ... (citato in Mango) alias partito: nel primo di ... a due rose di ... ordinate in palo; nel secondo di ... al giglio di ... sormontato da una stella di ... (citato in Mango e in (28)) Notizie storiche in Famiglie nobili di Sicilia. |

### Ste
| Stemma | Casato e blasonatura |
| ------ | --- |
|        | Stecchi (Firenze) Di..., al ramoscello di..., fogliato di..., e al capo cucito d'Angiò (citato in (19)) |
|        | Stecchini (Bassano del Grappa) 4 triangolini 2 di azzurro e 2 di argento posti in fascia punte al basso (stecchini) su banda troncata di rosso e semitrinciata di azzurro e di argento su scudetto trinciato di azzurro e di oro - l'azzurro caricato di 3 rose di argento poste a triangolo - l'oro caricato di 2 rose di rosso poste in banda tutto su - 2 elmi e 2 corazze poste in doppio palo di oro su 3 fasce di argento su rosso - su albero di palma di verde uscente dalla troncatura su oro - rosa di argento su azzurro (citato in LEOM) |
|        | Steccuti o Dello Steccuto (Toscana) (DE) Unter 1 silbernen Schildhaupt, darin 3 goldene Scheiben, in Blau 2 einwärtsgekehrte goldene Delphine, in der Mitte begleitet von 1 goldenen Kreuz (citato in KHIF) |
|        | Stefanelli da Laterina (Firenze) Palato di sei pezzi di... e di..., alla banda diminuita attraversante di... (citato in (19)) |
|        | Stefani (San Miniato, Firenze) D'oro, all'aquila bicipite di rosso, sostenuta da un monte di sei cime di verde alias D'oro, all'aquila bicipite di rosso, sostenuta da un monte di sei cime di nero alias D'oro, alla testa di cane d'argento, sostenuta da un monte di sei cime di verde (citato in (19)) |
|        | Stefani (Pistoia) Troncato di rosso e d'azzurro, alla fascia d'oro passata sulla troncatura, accompagnata da tre crescenti rovesciati d'argento, 2.1, posti nel secondo (citato in (19)) |
|        | Stefani (Firenze) Di rosso, al massacro di cervo d'argento, e al capo cucito d'azzurro caricato di una stella a otto punte d'oro alias Di rosso, al massacro di cervo d'argento, e al capo cucito d'azzurro caricato di una stella a otto punte d'oro, il tutto abbassato sotto il capo di Leone X (citato in (19)) |
|        | Stefani (Firenze) D'azzurro, al liocorno inalberato d'oro (citato in (19)) (DE) In Blau 1 goldenes Einhorn (citato in KHIF) |
|        | Stefani (Venezia, Vicenza, Padova, Londra) stella (8 raggi) di oro su partito di rosso e di nero (citato in LEOM) |
|        | Stefani Bettoni (Firenze) D'azzurro, a tre bande diminuite d'oro, alternate a sei rose dello stesso, 1.2.3 (citato in (19)) |
|        | Stefani da Lucignano (Firenze) D'azzurro, alla banda d'oro caricata di tre crescenti d'argento, volti nel senso della pezza, e accompagnata da due stelle a otto punte d'oro, 1.1 (citato in (19)) |
|        | Stefanini (Pisa) D'azzurro, al rincontro di cervo d'oro alias D'azzurro, al rincontro di cervo al naturale (citato in (19)) |
|        | Stefanini (Livorno) D'azzurro, al compasso aperto in scaglione d'oro, accompagnato in punta da tre stelle a otto punte dello stesso, ordinate in fascia (citato in (19)) |
|        | Stefanini (Firenze) Semipartito troncato: nel 1° fasciato di quattro pezzi d'azzurro e d'oro, al castello attraversante di rosso, turrito di due pezzi e aperto e finestrato del campo, e al capo del primo caricato di uno scettro del secondo posto in fascia; nel 2° troncato, a/ di rosso, a tre stelle a sei punte d'oro, ordinate in fascia, b/ palato di rosso e d'azzurro, e alla fascia d'argento passata sulla troncatura; nel 3° troncato d'azzurro e di verde, al leone attraversante dell'uno all'altro, tenente con le branche anteriori una casa d'argento, e al capo dell'Impero (citato in (19)) |
|        | Stefanini o Steffanini (Tione, Riva del Garda) 6 stelle (6 raggi) di oro poste in piramide rovesciata su azzurro - uccello al naturale su bastone nodoso di verde posto in banda su argento (citato in LEOM) |
|        | Stefanone (Ozzano Monferrato) Di rosso, a due sbarre d'azzurro, cucite, con due gigli d'oro posti in palo sul tutto, uno in capo, l'altro in punta (citato in (23)) |
|        | Stefanoni (Roma) ghirlanda di alloro di verde accompagnata in capo da - 3 rose di rosso poste 1,2 e in basso da - monte a 3 cime di oro uscente dalla punta tutto su azzurro (citato in LEOM) |
|        | Stefanopoli (Firenze) Inquartato: nel 1° d'oro, a tre campane al naturale, 1.2; nel 2° di nero, a due fasce d'oro e al lambello a quattro pendenti attraversante in banda di rosso; nel 3° d'azzurro, alla nube d'argento, caricata di un sole d'oro; nel 4° d'argento, a tre teste di leone al naturale coronate d'oro, 2.1, e al capo cuneato d'azzurro (citato in (19)) |
|        | Steffanoni (Roma) (la blasonatura non è stata ancora caricata) (Immagine nell' Archivio Storico Capitolino (PDF) (archiviato dall'url originale il 5 marzo 2016).) |
|        | Steffer (Prato) Troncato: nel 1° d'azzurro, al sole d'oro; nel 2° di rosso, allo scaglione d'argento (citato in (19)) |
|        | Stegeri d'oro, a due galli di nero, crestati e barbati di rosso, combattenti sopra di un ponte dello stesso (citato in (5) – pag. 119) |
|        | Stella di argento, alla fascia di rosso, accompagnata in capo da tre stelle a 8 raggi d'oro, ordinate in fascia, e in punta da un monte a tre cime di verde (citato in (4) – pag. 374) |
|        | Stella (Palermo, Catania) Titolo: barone di Bonagia, Nunziata, Marca, Salina di S. Todoro; marchese della Gran Montagna, Scaletta; duca di Castel di Mirto d'azzurro, a tre pianticelle di grano ordinate in fascia, sormontate da una stella (6) il tutto d'oro (citato in (17), in (24), in Mango e in (28)) d'azzurro, con tre spiche di orzo d'oro, nodrite sopra un terreno al naturale, e sormontate da una stella d'oro (citato in (28)) 3 piante di grano in palo poste in fascia di oro sormontate da - stella (6 raggi) dello stesso tutto su azzurro (citato in LEOM) Corona di duca Supporti: sostenuta da due Grifoni d'argento affrontati come supporti Notizie storiche in Famiglie nobili di Sicilia. Ulteriori notizie storiche in Famiglie nobili di Sicilia. |
|        | Stella (Molise) D'azzurro a tre spighe di grano d'oro sormontate da una stella di sei raggi d'oro (citato in DAlena) |
|        | Stella (Asti) D'azzurro, a tre stelle d'oro, 2, 1 Motto: Lux in tenebris (citato in (23)) |
|        | Stella (Vaglio Serra, Costigliole d'Asti) Troncato, al 1° d'oro, al maschio di due torri, al naturale(?), accompagnato tra le due torri da una stella d'argento, cucita, al 2° d'azzurro, alla stella d'argento (citato in (23)) |
|        | Stella (Preseglie) una stella a otto punte (citato in Piovanelli) |
|        | Stella (Preseglie) inquartato: nel 1º e 4º di verde alla stella d'oro a sei punte; nel 2º e 3º ornato d'azzurro e d'argento. Sul tutto, uno scudetto d'argento a tre gigli di rosso col capo di San Marco (citato in Piovanelli) |
|        | Stellati (Messina) d'azzurro, alla stella d'argento nel capo e una torre d'oro merlata di tre pezzi, sinistrata da un albero al naturale fondati sopra un terreno dello stesso; il tutto diviso da una fascia in divisa di verde (citato in Mango) |
|        | Stelle Doro (Viterbo) (la blasonatura non è stata ancora caricata) (immagine dello Stemmario reale di Baviera.) |
|        | Stelleri (Udine) banda di rosso accompagnata da - 2 stelle (6 raggi) di oro poste in sbarra tutto su argento (citato in LEOM) |
|        | Stelluti Cesi (Roma) fascia di rosso accompagnata in capo da - 3 stelle (6 raggi) di oro poste 1,2 e in basso da una stella (6 raggi) dello stesso tutto su azzurro - albero di verde piantato su monte a 6 cime di oro uscente dalla punta tutto su rosso (citato in LEOM) |
|        | Stelluti Scala (Napoli, Genova, Pesaro) Titolo: Nobile di Fabriano, nobile di Macerata e conte di Rotorscio Partito: nel 1º d'azzurro alla fascia di rosso accompagnata in capo da tre stelle a sei raggi, male ordinate, e in punta da una stella simile pure d'oro; nel 2º d'azzurro alla scala d'oro posta in banda alias fascia di rosso accompagnata in capo da - 3 stelle (6 raggi) di oro poste 1,2 e in basso da una stella (6 raggi) dello stesso tutto su azzurro - scala a 5 pioli di oro posta in banda su azzurro (citato in (4) e in LEOM) |
|        | Stendardi (Firenze) D'argento, allo stendardo a due punte sventolante di rosso, astato d'oro, piantato su un monte di tre cime di verde (citato in (19)) monte a 3 cime di verde uscente dalla punta cimato da - una asta di oro reggente una bandiera ondeggiante a destra bifida di rosso tutto su argento (citato in LEOM) alias D'argento, allo stendardo a due punte sventolante di rosso, astato d'oro, piantato su un monte di tre cime di verde, con il capo di Santo Stefano (citato in (19)) |
|        | Stendardo (Molise, Cava dei Tirreni, Trani, Sicilia) Titolo: nobili D'argento al leone di nero con la banda di rosso attraversante sul tutto (citato in DAlena, in (24), in Mango, in (26) e in (28)) banda di rosso su - leone rampante di nero su argento (citato in LEOM) |
|        | Sterbini (Ferentino, Roma) braccio destro armato al naturale uscente dal fianco sinistro impugnante con la mano di carnagione una clava posta in palo dello stesso su argento - 3 stelle (6 raggi) di argento poste in fascia su azzurro in capo (citato in LEOM) |
|        | Sterni (Pisa) Partito: nel 1° di..., all'albero sradicato di...; nel 2° di..., allo scaglione di..., accompagnato da tre stelle a otto punte di..., 2.1 (citato in (19)) |
|        | Sterpi (Tortonese) Troncato, al 1° d'oro, alla torre di rosso, aperta del campo, dietro la quale un albero, di verde, appare attraverso la porta, con il tronco sradicato, al 2° d'azzurro, a tre sbarre, d'argento (citato in (23)) |
|        | Sterpino (Riva) Troncato d'oro e di nero, al leone dall'uno all'altro (citato in (23)) |
|        | Sterpino o Sterpin Titolo: conti D'azzurro, al leone d'argento, coronato d'oro (citato in (23)) |
|        | Sterzio (Casale) Titolo: consignori di Castelletto Merli D'azzurro, all'albero, fondato sulla pianura, il tutto di verde, con la fascia, di rosso attraversante (citato in (23)) |
|        | Stevani (Compiano) (la blasonatura non è stata ancora caricata) (citato in DAlena) |

### Sti
| Stemma | Casato e blasonatura |
| ------ | --- |
|        | Stiavelli (Pescia) Troncato: nel 1° d'argento, al busto di moro al naturale, vestito di rosso, sormontato dal motto VINCIT, in caratteri di...; nel 2° d'azzurro, a tre stelle a otto punte di..., 1.2 (citato in (19))               |
|        | Stibbert (Firenze) D'oro, seminato di moscature di ermellino di nero, all'aquila sorante attraversante al naturale; il tutto abbassato sotto il capo merlato d'azzurro, caricato di tre stelle a sei punte d'argento (citato in (19)) |
|        | Stimbano (Molfetta) d'azzurro, alla fascia d'argento, caricata di 3 rose di rosso, e accompagnata da 4 stelle d'argento, 3 in capo ordinate in fascia e 1 in punta (citato in )                                                       |
|        | Stinelli (Firenze) Di..., alla fascia di..., caricata di un giglio di... e accompagnata da due rose di..., 1.1 (citato in (19)) |
|        | Stiozzi (Firenze) D'azzurro, al grifone d'oro, accompagnato nel cantone destro del capo da un giglio dello stesso (citato in (19)) |
|        | Stipo (Molfetta) d'azzurro a due spade d'argento impugnate d'oro con le punte verso il basso, accompagnate da 3 gigli d'oro, 2 ai fianchi e 1 in punta, col capo dell'Impero (citato in )                                             |

### Sto
| Stemma | Casato e blasonatura |
| ------ | --- |
|        | Stocchi (Parma) leone rampante di rosso afferrante con la zampa anteriore destra una spada in palo punta in alto di azzurro (stocco) su argento (citato in LEOM) |
|        | Stocchi (Parma) leone rampante rivolto di rosso afferrante con la zampa anteriore sinistra una spada posta in palo (stocco) di argento sormontato da - un giglio dello stesso tutto su verde - 3 monti al naturale uscenti dalla punta di verde il centrale sormontato da - un albero cipresso dello stesso tutto su azzurro (citato in LEOM)                                 |
|        | Stocco (Cosenza) Di verde a 2 spade d'argento in decusse, le punte in basso, accantonate da 3 gigli d'oro posti 2 e 1. Il capo dell'Impero (citato in DAlena e in BLCL) 2 spade al naturale manicate di oro incrociate punte al basso accantonate ai lati e in basso da - 3 gigli di oro posti 2,1 tutto su azzurro - aquila bicipite di nero su oro in capo (citato in LEOM) |
|        | Stocco (Cosenza) Titolo: patrizi di Cosenza d'azzurro a due spade al naturale all'elsa d'oro passante in croce di Sant'Andrea con le punte in basso, accompagnate da tre gigli d'oro col capo d'oro all'aquila bicipite di nero (citato in (24)) |
|        | Stoli (Rieti) stola sacerdotale piegata in cerchio di oro incrociata in punta caricata da 3 crocette di argento poste 1,2 tutto su azzurro - 3 stelle (5 raggi) di oro poste 1,2 in alto su azzurro (citato in LEOM) |
|        | Stolypine (Firenze) aquila di argento tenente con l'artiglio destro un serpente posto in banda di verde e con il sinistro un ferro di cavallo di argento cimato da una crocetta di oro tutto su troncato di rosso e di azzurro (citato in LEOM) |
|        | Stoppero o Stoperio (Mondovì) Fasciato d'oro e d'argento, cucito (citato in (23)) |
|        | Storelli (Torino) (la blasonatura non è stata ancora caricata) (citato in DAlena) |
|        | Storione (Molfetta) spaccato, d'azzurro e d'argento, alla fascia d'oro attraversante sulla partizione, nel 1° alla stella d'oro di 6 raggi, nel 2° uno storione natante in un mare al naturale (citato in ) |
|        | Storioni (Firenze) D'azzurro, alla biscia guizzante in palo d'argento, accompagnata da due stelle a otto punte d'oro, poste nei cantoni del capo (citato in (19)) |
|        | Storladi (Venezia) troncato: d'argento ad uno storno di nero sulla linea del troncato, e d'azzurro pieno (citato in (2) – pag. 533 e in DAlena) |
|        | Stornello (Venezia) trinciato: nel 1º d'argento allo storno di verde; nel secondo di verde allo storno di rosso (citato in (2) – pag. 533 e in DAlena) |
|        | Storni (Toscana) d'argento, alla fascia di azzurro accompagnata in capo da uno storno al naturale (citato in (2) – pag. 533 e in DAlena) |
|        | Storpelli (Cesena) (la blasonatura non è stata ancora caricata) (citato in BLCW) Immagine in Blasone Cesenate. |
|        | Storrente o De Soriente (Molise) Partito: nel 1° d'azzurro al mezzo leone rampante d'oro; nel 2° d'oro a tre bande dentate d'azzurro (citato in DAlena) |
|        | Stortiglione (Alessandria) Titolo: conti di Lobbi Troncato cuneato d'azzurro e d'argento (citato in (23)) |
|        | Stortiglione (Fossano) Troncato cuneato d'azzurro e d'argento Motto: Non voce colitur (citato in (23)) |
|        | Stortiglione (Torino) troncato inchiavato di 5 punte di azzurro su argento (citato in LEOM) |

### Str
| Stemma | Casato e blasonatura |
| ------ | --- |
|        | Straccalini (Pistoia) D'azzurro, al leone reciso d'oro, e al capo del secondo caricato di tre palle, 1.2, l'una d'azzurro e le due di rosso (citato in (19)) |
|        | Stracciabende (Firenze) D'oro, alla fascia d'azzurro caricata di tre gigli del campo (citato in (19)) (DE) In Gold 1 blauer Balken, belegt mit 3 goldenen Lilien (citato in KHIF) |
|        | Stracuzzi (Sicilia) di verde, alla torre d'argento, accostata da due levrieri d'argento e d'azzurro contra rampanti alla base (citato in Mango) |
|        | Strada o Stratta (Pavia, Torino, Vercelli) Titolo: consignori di Castellengo, Giaveno, Roburent Di verde, seminato di gigli d'argento, con la banda del secondo alias Di verde, al palo d'argento, accompagnato da quattordici gigli, d'oro, sette per parte alias Di verde, seminato di gigli d'oro, al palo d'argento Motto: Unitas - Via recta (citato in (23)) |
|        | Strada (Ferrera Erbognona, Torino, Pavia, Roma) Titolo: nobili Troncato, al 1° d'argento, al castello murato di rosso, torricellato di due alla guelfa, aperto di nero, al 2° d'azzurro, al cane levriero corrente al naturale, collarinato d'oro (citato in (23)) castello affiancato da 2 torri di rosso su argento - cane levriere corrente al naturale collarinato di oro su azzurro (citato in LEOM) Motto: Fides et fortitudo |
|        | Strada e Strada Alberti (Nizzardo) Titolo: consignori di Castelnuovo D'oro, al palo di rosso doppiomerlato, accostato da due gigli, dello stesso alias D'oro, alla gemella di rosso, in palo, dentellata, accostata da due gigli, dello stesso (citato in (23)) |
|        | Strada (Cremona) Fasciato di rosso e d'argento, al palo d'azzurro attraversante sul tutto; con il capo d'oro, all'aquila di nero (citato in BLCR) Immagine in Blasonario Cremonese (archiviato dall'url originale il 6 marzo 2017). |
|        | Strada (Milano) Titolo: patrizi milanesi Fasciato d'oro (o d'argento) e di rosso, al palo d'azzurro attraversante sul tutto Immagine in Stemmario Trivulziano |
|        | Stradai (Pistoia) D'oro, alla croce spinata di rosso (citato in (19)) |
|        | Stradelli (Piacenza) banda di argento su - leone rampante di rosso su oro - capo d'Angiò (citato in LEOM) |
|        | Stradetti (Prato) Di..., alla fascia diminuita di..., accompagnata in capo da una stella a sei punte di... (citato in (19)) |
|        | Stradi (Firenze) D'azzurro, al leone d'oro alias D'azzurro, al leone d'oro e alla bordura dello stesso (citato in (19)) |
|        | Stradieri (Toscana) (DE) In Silber 1 goldener Löwe (citato in KHIF) |
|        | Stradiota (Gallipoli, Rutigliano) d'azzurro alla fascia d'oro accompagnata in capo da tre stelle dello stesso, ordinate in fascia, e in punta da una pecora d'argento passante (citato in (33)) |
|        | Stralla (Mondovì) Titolo: baroni D'azzurro, al dardo d'oro, posto in banda, accompagnato da due stelle dello stesso (citato in (23)) |
|        | Strambi (Lucca, Livorno) Troncato: nel 1° di cielo, a tre stelle a sei punte e una cometa d'oro raggruppate nel cantone destro del capo, 2.2, e al sole dello stesso posto nel cantone sinistro; nel 2° di rosso, al cerbero d'argento passante sul terreno al naturale; e alla fascia d'azzurro passata sulla troncatura (citato in (19)) |
|        | Strambi (Pisa) D'argento, a tre pali di nero e alla fascia attraversante di rosso, caricata di un piede umano d'argento (citato in (19)) |
|        | Strambio (Camagna, Casale) Titolo: conti di Cuccaro; consignori di Corteranzo, Rosignano, Scandeluzza D'argento, al leone coronato, accostato in capo da due stelle, il tutto d'azzurro (?) (citato in (23)) |
|        | Strambone D'azzurro troncato: nel 1° alla colonna d'argento sostenuta da due leoni controrampanti; nel 2° a tre bande d'oro alias Un campo d'azzurro diviso a metà, nella parte superiore una colonna d'argento fiancheggiata e sostenuta da due leoni d'oro, la parte inferiore solcata da tre bande d'oro alias Spaccato: nel 1° d'azzurro alla colonna d'argento coronata d'oro sostenuta da due leoni controrampanti e affrontati dello stesso; nel 2° bandato d'oro e d'azzurro (citato in DAlena) |
|        | Strambone (Napoletano) (la blasonatura non è stata ancora caricata) (citato in (26)) |
|        | Stramigioli (Pesaro) fascia di argento su troncato di azzurro e di rosso - cometa ondeggiante in palo di oro accompagnata da - 2 stelle (6 raggi) dello stesso poste in fascia sull'azzurro - bue di argento passante su fiume dello stesso caricato del motto in lettere maiuscole di nero "LETUS" su terrazzo di verde uscente dalla punta sul rosso (citato in LEOM) |
|        | Straneo (Casalcermelli, Alessandria) D'azzurro, alla rotella di rosso, caricata di una croce d'argento, trifogliata, e attorniata da due serpi, d'argento, affrontate e attorcigliate in tre giri, con il capo d'oro, carico di un'aquila coronata, di nero (citato in (23)) |
|        | Straneo (Alessandria) aquila coronata di argento sul rosso del troncato di rosso e di azzurro - 2 serpenti con le teste affrontate incrociati per 3 volte di verde incornicianti in alto una rotella di argento caricata di una crocetta trifogliata di rosso tutto sull'azzurro (citato in LEOM) |
|        | Strassoldo (Friuli) scudetto fasciato di nero e di oro su - filetto in croce di nero su - aquila bicipite di nero coronata su ambo le teste di oro su oro - (nel 2° quarto) un etiope nudo al naturale in maestà nascente dalla partizione attorcigliato di argento tenente la mano destra sul petto e afferrante con la sinistra l'estremità di un nastro di rosso caricato del motto in lettere maiuscole di nero "INTIMA CANDENT" che in sbarra termina nel 3° quarto afferrato con la destra da una etiope nuda al naturale in maestà attorcigliata di argento tenente la sinistra sul petto e nascente dalla punta entrambi su oro (citato in LEOM) |
|        | Strassoldo (Friuli) scudetto fasciato di oro e di nero su - croce patente dello stesso su - aquila bicipite di nero coronata su ambo le teste di oro su oro - etiope uomo ed etiope donna in maestà al naturale attorcigliati di argento tenenti la destra sul petto entrambi su oro - 6 penne di struzzo poste a ventaglio alternate 3 di argento e 3 di nero su oro (citato in LEOM) |
|        | Strassoldo (Friuli) scudetto fasciato di oro e di nero su - aquila bicipite coronata su ambo le teste di nero su oro - etiope nudo al naturale in maestà nascente dalla partizione attorcigliato di argento con orecchini e collana di rosso su oro - 6 penne di struzzo poste a ventaglio alternate 3 di nero e 3 di argento su oro (citato in LEOM) |
|        | Strata (Genova) d'azzurro, alla verghetta d'argento accostata da 18 gigli d'oro posti 3, 3, 3 d'ambo i lati (citato in (2) – pag. 577, in (5) - pag. 168 e in DAlena) |
|        | Stratigò (Sicilia) d'oro all'aquila al naturale (citato in Mango) |
|        | Stratigò Cozzo (Palermo, Grecia) Titolo: conte di Gallitano, barone di Galassi partito: d'oro all'aquila al naturale (Stratigoto); troncato d'oro e di rosso, il secondo a tre monti di rosso (Cozzo) (citato in (24) e in Mango) partito, di Stratigò, che è d'oro all'aquila al naturale, e di Cozzo, che è spaccato d'oro e di rosso, il secondo a tre monti del primo (citato in (28)) aquila al naturale su oro - monte a 3 cime di oro sul rosso del troncato di oro e di rosso (citato in LEOM) Notizie storiche in Famiglie nobili di Sicilia. |
|        | Strigelli (Prato) D'azzurro, a due martelli decussati al naturale, manicati e legati di rosso, accompagnati in capo da una stella a sei punte d'oro e in punta da un monte di sei cime dello stesso; alla fascia attraversante di rosso (citato in (19)) |
|        | Strigelli (Milano) banda in divisa di rosso su - 2 martelli incrociati di argento manicati di rosso sormontati da - stella (6 raggi) di oro e accompagnati da - monte a 3 cime di oro uscente dalla punta tutto su azzurro (citato in LEOM) |
|        | Striggi (Mantova) Titolo: marchesi di Corticelle D'argento, alla fascia d'azzurro, carica di due pesci del primo, posti in cuore uno sull'altro, quello inferiore rivoltato, accompagnati ai fianchi da due stelle (6) d'oro, la fascia accompagnata da sei stelle (6), d'oro, tre male ordinate nel capo, tre, poste 2, 1, in punta alias D'argento, alla fascia d'azzurro, carica di due pesci del primo, posti in cuore uno sull'altro, quello inferiore rivoltato, accompagnati ai fianchi da due stelle (6) d'oro, la fascia accompagnata da sei stelle (6), d'oro, tre in fascia nel capo, tre, poste 2, 1, in punta alias Inquartato in decusse; al 1° e 4° d'argento, a tre stelle d'oro; al 2° troncato, sopra d'argento, sotto scaccato di nero e d'argento; al 3° troncato, sopra scaccato di nero e d'argento, sotto d'argento; con il decusse d'oro, in divisa, attraversante, sulla inquartatura e con una fascia, attraversante su tutto, d'azzurro, carica di due pesci, d'argento, uno sull'altro, quello inferiore rivoltato, accompagnati ai fianchi da due stelle, d'oro (citato in (23)) |
|        | Strigi (Mantova) 2 pesci posti in fascia un sull'altro quello inferiore rivolto di argento accompagnati da - 2 stelle (6 raggi) di oro su fascia di azzurro su - croce di Sant'Andrea di oro su argento nel 2° quarto troncato scaccato di argento e di nero e di argento - nel 3° quarto troncato di argento e scaccato di argento e di nero accompagnata da - in alto 3 stelle (6 raggi) poste 1,2 di oro su argento - in basso da 3 stelle (6 raggi) di oro poste 2,1 su argento (citato in LEOM) |
|        | Strinati (Firenze) D'oro, a quattro filetti in banda di rosso, e alla fascia attraversante d'argento alias Di rosso, a quattro filetti in banda d'oro e alla fascia attraversante d'argento alias Di rosso, a cinque filetti in banda d'oro e alla fascia attraversante d'argento (citato in (19)) |
|        | Strinati (Cesena) (la blasonatura non è stata ancora caricata) (citato in BLCW) Immagine in Blasone Cesenate. |
|        | Strocchi (Cesena) (la blasonatura non è stata ancora caricata) (citato in BLCW) Immagine in Blasone Cesenate. |
|        | Strozzafichi (Firenze) Di rosso, alla fascia d'oro caricata di tre pomi di verde, e accostata da due rami di fico dello stesso (citato in (19)) |
|        | Strozzafichi (Toscana) (DE) In silber-rot gespaltenem Feld rechts 1 linkshalber und links 1 rechtshalber Ring am Schildrand und in verwechselten Tinkturen (citato in KHIF) |
|        | Strozzavecchio del Mancino (Siena) D'oro, a due semivoli abbassati, addossati d'azzurro (citato in (19)) |
|        | Strozzi (Firenze, Pisa, Francia) d'oro, alla fascia di rosso, caricata di tre crescenti d'argento (FR) d'or à la fasce de gueules chargée de trois croissants, les pointes à dextre, d'argent (citato in CROL – pag. 157, in (2) - pag. 115 e pag. 343 (d'oro, alla fascia di rosso caricata di tre crescenti volti d'argento), in (5) - pag. 48 (tre crescenti d'argento, volti in banda) e pag. 114 (blasonato come in (2)) e in DAlena) (Immagine nella Raccolta stemmi Trippini (JPG).) alias D'oro, alla fascia di rosso caricata di tre crescenti volti in banda d'argento (citato in (19)) (DE) In Gold 1 roter Balken, belegt mit 3 zunehmenden silbernen Halbmonden (citato in KHIF) alias D'oro, alla fascia di rosso caricata di tre crescenti volti in banda d'argento, alla corona infilata da due foglie di palma decussate, posta nel capo (citato in (19)) alias D'oro, alla fascia di rosso caricata di un crescente volto d'argento, accompagnata in capo da una croce latina di rosso (citato in (19))                                                                                     |
|        | Strozzi (Firenze, Ferrara, Mantova) Titolo: marchesi di Ciglié; conti di Treville; signori di Torcello D'oro, alla fascia di rosso, carica di tre mezzalune, crescenti, d'argento alias Troncato, al 1° d'argento, a un ramo di palma e uno di alloro di verde, addossati, uscenti da una corona marchionale d'oro, al 2° d'oro, con la fascia di rosso, carica di tre mezzalune, crescenti, d'argento, attraversante (citato in (23)) |
|        | Strozzi (Sicilia) Titolo: principe di S. Anna d'oro, alla fascia di rosso, caricata da tre mezzelune crescenti d'argento (citato in Mango) di oro, con una fascia di rosso, caricata da tre lune crescenti d'argento (citato in (28)) Corona di principe Notizie storiche in Famiglie nobili di Sicilia. |
|        | Strozzi (Toscana) (DE) In Gold 1 roter Balken, belegt mit 3 zunehmenden silbernen Halbmonden und oben begleitet von 1 mit 2 grünen Palmzweigen durchsteckten roten Krone mit blauen Edelsteinen (citato in KHIF) |
|        | Strozzi (Roma) (la blasonatura non è stata ancora caricata) (Immagine nell' Archivio Storico Capitolino (PDF).) |
|        | Strozzi o Renzi Strozzi (Firenze, Lugo, Rovigo, Bologna) 3 lune montanti di argento in sbarra su fascia di rosso su oro (citato in LEOM) |
|        | Strozzi (Cesena) (la blasonatura non è stata ancora caricata) (citato in BLCW) Immagine in Blasone Cesenate. |
|        | Strozzi Sacrati (Firenze) 3 lune di argento su fascia di rosso su oro - lapide sepolcrale di argento caricata di 2 anelli di nero su azzurro - 6 stelle (8 raggi) di oro poste 3,2,1 giglio dello stesso in alto su azzurro (citato in LEOM) |
|        | Struffaldi (Firenze) Di..., alla branca di grifone (o di leone) di..., posta in banda (citato in (19)) Particolarità araldica: l'immagine conservata dall'Archivio di Firenze rappresenta un capro rampante in campo rosso. |
|        | Struffi (Sessa) Titolo: nobili troncato di rosso e d'azzurro. Nel primo una capra d'oro circondata dal motto: “Dat aureum vellus”; nel secondo allo scaglione d'argento (citato in (24)) capra di oro passante circondata al basso da un semicerchio formato dal motto in lettere maiuscole di argento "DAT AUREUM VELLUS" sul rosso del troncato di rosso e di azzurro - scaglione di argento sull'azzurro (citato in LEOM) |

### Stu
| Stemma | Casato e blasonatura |
| ------ | --- |
|        | Stuart (Messina) D'oro, colla fascia scaccheggiata d'argento e d'azzurro, di tre file, e la banda spinata di rosso, attraversante sopra la fascia, il tutto rinchiuso dentro una doppia cinta infiorita dello stesso (citato in (28)) Corona di conte. Cimiero: un pellicano d'argento, alato d'oro, con la sua pietà al naturale. Tenente a destra: un salvaggio di carnagione, cinto e coronato d'edera di verde, impugnante con la destra al naturale. poggiata sopra la spalla. Sostegno a sinistra: un leone di rosso. Divisa: Virescit vulnero virtus Notizie storiche in Famiglie nobili di Sicilia. |
|        | Stuart Fitz James (Inghilterra, Sicilia, Spagna, Francia) Titolo: barone di Modica, Alcamo, Bompietro, Calatafimi, Chiaramonte, Monterosso, Ragusa la Vecchia, Ragusa la Nuova, Scicli, Vittoria; conte di Modica; duca di Berwick inquartato: 1° e 4° contro inquartato d'azzurro a tre gigli d'oro (Francia) e di rosso a tre leopardi d'oro passanti l'uno sull'altro (Inghilterra) nel 2° d'oro al leone di rosso chiuso in una cinta doppio fiorita e contro fiorita dello stesso (Scozia) nel 3° d'azzurro all'arpa cordata d'oro (Irlanda) con la bordatura composta da sedici pezzi, otto d'azzurro ad un giglio d'oro ed otto di rosso al leopardo di nero (citato in (24)) 3 gigli di oro posti 2,1 su azzurro - 3 leopardi di oro posti in fascia un sull'altro su rosso - leone rampante di rosso chiuso in una cinta doppiofiorita dello stesso su oro - arpa di oro su azzurro - bordura composta di 16 pezzi alternati di 8 gigli di oro su azzurro e da 8 leopardi illeoniti di {nero su rosso (citato in LEOM) Notizie storiche in Famiglie nobili di Sicilia. |
|        | Stub (Firenze, Livorno) D'oro, al tronco d'albero sfrondato al naturale, nodrito sulla campagna di verde (citato in (19)) tronco di albero a 2 rami spogli al naturale nodrito su terrazzo di verde uscente dalla punta su oro (citato in LEOM) |
|        | Stuerdo o Stuardi o Tuerdi (Carmagnola) Fasciato d'oro e di nero, con un leone di rosso, illeopardito, attraversante, tenente con la branca anteriore destra un breve, con il motto A SCOTIS LEONEM REFERO Motto: Sperare licet (citato in (23)) |
|        | Stupenengo (Bioglio) Inquartato, al 1° d'argento, al lavabo di rosso, al 2° d'argento, al giglio d'oro, al 3° d'azzurro, alla margherita d'argento, fogliata di verde, al 4° di rosso, al leone d'oro (citato in (23)) |
|        | Sturani (Bologna, Torino, Milano, Firenze) v (citato in LEOM) |
|        | Sturlini (Pescia) D'azzurro, al leone d'argento accompagnato da tre stelle a otto punte d'oro, ordinate in capo; con la fascia attraversante di rosso, caricata di due stelle a otto punte d'oro, e con un'inferriata pure attraversante di nero, movente dalla fascia verso la punta (citato in (19)) (DE) In Blau 1 silberner Löwe, überdeckt von 1 roten Balken, dieser belegt mit 2 achtstrahligen goldenen Sternen an beiden Schildrändern, unten überdeckt von 1 schwarzen Gitter und oben begleitet von 3 achtstrahligen goldenen Sternen balkenweise (citato in KHIF) |
|        | Sturlini (Pescia) leone rampante di argento attraversato da - una fascia di rosso caricata da - 2 stelle (8 raggi) di oro afferrata dalla zampa sinistra anteriore del leone su azzurro - 3 stelle (8 raggi) di oro poste 1,2 in alto su azzurro - graticolato di nero in basso su azzurro (citato in LEOM) |
|        | Sturm (Trieste) cervo rampante di nero contro un monte appuntito di verde uscente dalla partizione su oro - ramo di rose fiorito di 3 pezzi al naturale su rosso - braccio destro armato al naturale uscente da sinistra impugnante con la mano di carnagione una spada di argento manicata di oro posta in sbarra su rosso - leone rampante rivolto di nero su oro (citato in LEOM) |

### Su
| Stemma | Casato e blasonatura |
| ------ | --- |
|        | Suardi o Suardo (Ranzanico, Bergamo) Aquila coronata di nero sull'oro del troncato di oro e di rosso - leone rampante troncato di oro e di argento sul rosso (citato in LEOM) |
|        | Suardi o Suardo o Secco Suardo (Bergamo, Trescore Balneario, Brescia, Roma) leone rampante di oro con la zampa anteriore e posteriore destra di argento su rosso (citato in LEOM) |
|        | Suardi di Trescore (Bergamo, Trescore Balneario, Brescia, Roma) aquila coronata di nero sull'oro del troncato di oro e di rosso - leone rampante coronato di oro sul rosso (citato in LEOM) |
|        | Suares della Conca (Firenze) D'azzurro, a cinque conchiglie d'oro, 2.1.2 (citato in (19)) |
|        | Subbiani (Arezzo, Firenze) D'azzurro, all'albero sradicato, sostenuto da un leone a destra e da un toro a sinistra, controrampanti, il tutto d'oro alias D'azzurro, all'albero sradicato, sostenuto da un leone a destra e da un toro a sinistra, controrampanti, il tutto d'oro, con il capo di Santo Stefano (citato in (19)) |
|        | Subbiani (Arezzo) albero di rovere sradicato a 2 rami incrociati per 2 volte accompagnato a sinistra da un leone rampante rivolto e a destra da toro rampante tutto di oro su azzurro (citato in LEOM) |
|        | Subiani (Firenze) D'azzurro, all'albero sradicato, sostenuto da un leopardo illeonito a destra e da un bue a sinistra, controrampanti, il tutto al naturale (citato in (19)) |
|        | Succi (Ravenna) d'azzurro, allo scaglione d'oro accompagnato da tre stelle (6) del medesimo (citato in (2) – pag. 12 e in (5) - pag. 95) |
|        | Succi (Ravenna) D'azzurro allo scaglione d'oro accompagnato da 3 stelle del medesimo (citato in DAlena) |
|        | Succi o Suzzi (Cesena) (la blasonatura non è stata ancora caricata) (citato in BLCW) Immagine in Blasone Cesenate. |
|        | Sucio (Torino, Asti) D'azzurro, a tre stelle d'oro, 2, 1 (citato in (23)) |
|        | Sugana (Treviso, Castellanza, Venezia) crocetta patente di rosso uscente dalla troncatura del troncato di azzurro e - semipartito di argento e di nero (citato in LEOM) |
|        | Sulfrini (Cesena) (la blasonatura non è stata ancora caricata) (citato in BLCW) Immagine in Blasone Cesenate. |
|        | Sulis (Muravera, Cagliari) D'azzurro al mastio torricellato di 3 pezzi, abbassato nella punta dello scudo e sormontato a destra da tre stelle d'oro, 2 e 1, a sinistra da una mano di carnagione accompagnata da 3 rose di rosso, 2 e 1 (citato in DAlena) torre torricellata di 3 pezzi uscente dalla punta chiusa al naturale su azzurro - 3 stelle (5 raggi) di oro poste 2,1 a sinistra in alto - mano sinistra recisa vista di dorso posta in fascia di carnagione accompagnata da - 3 rose poste 2,1 di rosso tutto in alto a destra su azzurro (citato in LEOM) |
|        | Suman (Conselve, Padova) stella (6 raggi) di argento su azzurro - bambino al naturale in maestà uscente dalla troncatura vestito di viola su argento - sbarrato di argento e di rosso (4 pezzi) (citato in LEOM) |
|        | Summariva (Sicilia) D'azzurro, con tre bande di oro, accompagnate nel canton sinistro del capo da due lune d'argento addossate (citato in (28)) Notizie storiche in Famiglie nobili di Sicilia. |
|        | Summo (Torino) Di rosso, alla fascia d'oro, ripiena di azzurro, accompagnata in capo da una serpe al naturale, ondeggiante in fascia, in punta da un cavallo d'argento, passante, bardato di azzurro (citato in (23)) |
|        | Summucula (Molise) Troncato di rosso e d'argento al leone rampante d'argento e di rosso (citato in DAlena) |
|        | Superbi (Firenze) di rosso, al pavone roteante al naturale sulla campagna di verde accompagnato da 3 stelle di 6 raggi d'oro una in capo e due ai fianchi (citato in (2) – pag. 414 e in DAlena) |
|        | Suppa (Trani, Rutigliano) partito nel 1º di verde alla fascia d'oro sormontata da un crescente d'argento; nel 2º spaccato d'oro e di verde al leone rampante dell'uno nell'altro (citato in (33)) |
|        | Supranis o Sopranis (Ovada) D'azzurro, al leone fermo d'oro, col capo in maestà e coronato dello stesso, sostenuto da una pianura di verde (citato in (34)) |
|        | Surdo (Malta) D'azzurro, al cigno d'argento, fluttuante in un mare dello stesso, ombrato di nero, movente dalla punta, con tre stelle d'oro ordinate nel capo. (citato in DAlena e in (39)) |
|        | Suriano , Suriano e Suriano Ralles , Soriano (Piazza Armerina, Castrogiovanni (Enna), Catania (Suriano Rahal Mussuri), Suriano e Suriano Ralles di Crotone, Suriano o Soriano di Tropea o Monteleone)) Titolo: baroni di Ramursura e Colletorto in Mendola, di Fundrò e Polino, di Gatta e Rossomanno, baroni di Priolo e signori di S.Giovanni e S.Andrea, Nobili di Soria, Piazza e Castrogiovanni, Cavalieri di Castiglia e Léon, per diritto di pretensione nell'unico ramo legittimo di Catania che riunisce quello dei Suriano Rahal Mussuri e dei Suriano e Suriano Ralles di Crotone: Gran baroni del regno e grandi di Aragona (Ricos Hombres y Infanzones de Aragon), pari di Aragona e Trinacria, duchi nel nome di S.Andrea e S.Elia, conti di Piazza e Ramursura e per i Titoli in Calabria Ultra: Marchesi nel nome in Calabria Ultra, Marchesi di Apriglianello, Baroni di Garrubba e Lamposa, Nobili di Crotone. Suriano di Monteleone (Ramo cadetto dei Suriano di Crotone) Patrizi e Nobili di Tropea Baroni di Monteleone . d'Oro con tre sbarre cucite d'Argento, corona ducale - comitale e Baronale all'antica d'Aragona (ramo di Sicilia) (citato in CROL volume II p. 569, (17), (18), (20), (21), Mango, (39) e in (28)) alias di Verde al campo interzato con fascia torchina con sopra due pali d'Argento e sotto due bande d'argento; corona marchionale e baronale (ramo di Calabria Crotone) (citato in (17), (18), (20), (21), Mango, (39)) Ramo di Tropea: di Verde al campo interzato con fascia torchina con sopra due pali d'argento cuciti, corona di Patrizio e Barone (citato in CROL Vol II, (21) |
|        | Surville (Grenoble, Piemonte) D'azzurro, al cuore d'oro, con il capo di concessione di San Maurizio Motto: Ex virtute honor (citato in (23)) |
|        | Susanna (Catanzaro) D'azzurro alla colomba d'argento trasvolante verso destra, tenente nel becco un ramoscello d'olivo al naturale ed accompagnata in capo da un lambello di rosso a tre pendenti (citato in BLCL) |
|        | Susinno (Palermo) d'oro, a due alberi di pino al naturale (citato in Mango e in (28)) Notizie storiche in Famiglie nobili di Sicilia. |
|        | Sussarelli (Sardegna) (la blasonatura non è ancora caricata) |
|        | Sussarello (Sassari, Ittiri) Troncato: sopra d'oro all'aquila di nero, linguata di rosso; sotto d'azzurro al susino nodrito nella pianura erbosa, il tutto al naturale, accostato a destra da un uccello rivoltato, a sinistra da un leoncino d'oro linguato ed armato di rosso (citato in DAlena) |
|        | Suterman (Firenze) Troncato: nel 1° d'argento, all'aquila dal volo spiegato di rosso, accostata da un'ancora d'azzurro a destra e da un ramo di rosaio fiorito di un pezzo al naturale a sinistra; nel 2° d'azzurro, allo scaglione sormontato da due stelle a otto punte e accompagnato in punta da un anello incastonato, il tutto d'oro alias Troncato: nel 1° d'argento, all'aquila dal volo spiegato di rosso, accostata da un'ancora di nero a destra e da un ramo di rosaio fiorito di un pezzo al naturale a sinistra; nel 2° d'azzurro, allo scaglione sormontato da due stelle a otto punte e accompagnato in punta da un anello incastonato, il tutto d'oro (citato in (19)) |
|        | Suzani (Piacenza) fascia di argento accompagnata da - 2 lune montanti dello stesso poste in palo su azzurro (citato in LEOM) |
|        | Suzani (Piacenza) albero di susino (pruno) sradicato di verde accompagnato da - 2 lune di azzurro addossate al tronco tutto su oro (citato in LEOM) |
|        | Suzani (Piacenza) albero al naturale sradicato accostato all'altezza della chioma da - 2 lune addossate di argento tutto su azzurro (citato in LEOM) |
|        | Suzarello o Sussarello (Ittiri) aquila di nero sull'oro del troncato di oro e di azzurro - albero di susino nodrito su terrazzo di verde uscente dalla punta sull'azzurro accostato a sinistra da - un uccello rivolto al naturale e a destra da - un leoncino rampante di oro (citato in LEOM) |
|        | Suzzari (Castellarano) troncato merlato di 2 pezzi di oro su rosso (citato in LEOM) |

### Sv
| Stemma | Casato e blasonatura                                                         |
| ------ | ---------------------------------------------------------------------------- |
|        | Svetonio (Firenze) Di..., al leone con la coda bifida di... (citato in (19)) |

### Sy
| Stemma | Casato e blasonatura |
| ------ | --- |
|        | Sylos (Molfetta) Interzato in fascia; nel 1° d'argento, alla croce di Tolosa di rosso; nel 2° d'oro pieno; nel 3° d'azzurro, a 3 conchiglie d'oro, 2 e 1 (citato in ) |
|        | Sylos o Sylos Labini (Bitonto, Bari, Roma) crocetta di rosso su argento - oro pieno - 3 conchiglie di oro poste 2,1 su azzurro (citato in LEOM) |
|        | Sylos Labini o Sylos Calò o Sylos Sersale (Bitonto, Bari, Roma) Titolo: nobili di Bitonto interzato in fascia; nel 1° d'argento, alla croce di Tolosa di rosso; nel 2° di oro pieno; e nel 3° d'azzurro, a tre conchiglie d'oro, poste 2 e 1 (citato in (24)) |
|        | Sylva Tarouca (Portogallo) Titolo: marchesi di Strevi; conti di Sanfrè D'argento, al leone di rosso alias Partito di due, troncato di un tiro, il che fa sei quartieri; al 1°, 3° e 5° d'oro a due lupi di rosso, passanti, uno sull'altro (Ossorio); al 2°, 4° e 6° d'oro a quattro pali di rosso (Aragona), e sul tutto inquartato, d'argento, al leone di rosso (Sylva) e d'oro pieno (Menizes) Motto: El rey y la patria (citato in (23)) |